# متخصص قلب (فیلم ۲۰۰۶)
متخصص قلب (به انگلیسی: The Heart Specialist) فیلمی محصول سال ۲۰۰۶ و به کارگردانی دنیس کوپر است. در این فیلم بازیگرانی همچون وود هریس، برایان جی. وایت، زوئی سالدانا، نفیو تومی، مارلا گیبس، جاسمین گای، متد من، جنیفر لوئیس، لیون رابینسون، میا هریسون، اد اسنر و کنت چوی ایفای نقش کرده‌اند.